# 伊東麻央
伊東 麻央（いとう まお、1989年6月19日 - ）は、日本のAV女優。マークスジャパン所属。
2014年、椎名 ゆうき（しいな ゆうき、1989年12月19日 - ）に改名し、所属もエベレストに移籍。

## 略歴
2009年にマークス所属の伊東麻央としてAVデビュー。
スザンナ（すざんな、生年月日1989年7月25日、神奈川県出身）名義でも活動していた。また、藤谷ゆうきとしてイメージビデオに出演している。
2009年にはよしえとして、2010年には藤川ゆうきとしてもAVデビューをしている。
2014年3月20日、ブログでエベレスト所属の椎名ゆうきとして復帰を表明。
2014年7月、セガのゲーム「龍が如く」のキャラクター出演をかけたセクシー女優人気投票に「椎名ゆうき」としてエントリー。同年8月24日、結果発表。「龍が如く0 誓いの場所」への出演権を逃した。順位・得票数未発表。

## 人物
- 趣味：買い物、カラオケ、ボルダリング
- 特技：体が柔らかいこと、フラフープ、バスケットボール

## 作品

### アダルトビデオ

#### スザンナ 名義
2009年
- ギャルアマゾネス（2月15日、隼エージェンシー）…オムニバス作品
- 日本国民全裸の日2（3月5日、アキノリ）
- 手を使わないフェラチオ（3月6日、OFFICE K'S）…オムニバス作品
- 脚を伸ばしてオナニーする女達（3月6日、OFFICE K'S）…オムニバス作品
- こだわりの手コキ 4時間SP 11 33人のハンドメイド（3月15日、隼エージェンシー）…オムニバス作品
- フェラコレ2009春SP 30人のフェラジェンヌ（4月15日、隼エージェンシー）…オムニバス作品
- 草食系の僕が肉食系の彼女にヤラれちゃいました。（5月21日、アキノリ）…オムニバス作品
- 淫口Wフェラ 可愛い娘のチ○ポ2本同時フェラ（6月1日、妄想族）…オムニバス作品
- ユーザー発究極の妄想発明シリーズ特別版 ボディジャック（6月4日、ROCKET）
- 彼女の親友とこっそりヤっちゃった僕（6月18日、アキノリ）…オムニバス作品
- 完全主観 可愛い教え子と密室温泉旅行（7月9日、アキノリ）
- 濡れる女（9月19日、稀有～KEU～）…オムニバス作品
- NAMANAKA GALS ON LIVE7（10月30日、ピエロ）
- ハイスクール角オナニー3（11月13日、アロマ企画）…オムニバス作品
- ジーンズの女（11月19日、アキノリ）…オムニバス作品
- ふたなり母子物語（11月20日、イマージュ）
- 美少女の水着にチ○ポ突っ込んでそのまま発射（11月25日、アロマ企画）…オムニバス作品
- JK援交 VOL.9 ガチ中出し（11月26日、サムシング）
- 少女肉壷扱い01（11月28日、ラマ）
- 女子校生の太股とパンチラ3（12月13日、アロマ企画）…オムニバス作品

2010年
- デカ尻JKのピストン騎乗位3（1月25日、アロマ企画）…オムニバス作品
- 赤ちゃんおむつプレイの女子校生 おしゃぶりフェラ（2月12日、映天）…オムニバス作品
- フェラ・手コキで2回出されちゃった連続抜き（2月26日、映天）…オムニバス作品
- JK・女子校生の放課後 パンチラが見えちゃって勃起しちゃう僕は…（3月12日、映天）…オムニバス作品

#### 伊東麻央 名義
2009年
- 女子校生・凌辱淫行05（5月19日、サムシング）
- 体育会系部活少女 陸上部 かすみ（5月23日、ラマ）
- 素人セーラー服生中出し026（6月15日、プラム）
- きもいおやじの可愛い従妹コレクション ゆうこ（8月20日、the WoRLd）
- 濡れる女（9月19日、アキノリ）

2010年
- Date Spot 02 OL ちかの休日（1月22日、カオカコミュニケーション）
- 未成年（三五五）制服ハント 30（2月5日、ゴーゴーズ）
- ハメハメJK 12人 平成生まれの女の子～清純派～（2月7日、桃太郎映像出版）
- 「ママには言わないで…」ロリ性感オイルマッサージ 2（2月17日、ロータス）
- 『カラダ目当てで採用したOLをペット調教』（2月19日、カオカコミュニケーション）
- 秘密03 伊東麻未（2月20日、イーアンツ）
- 関東女子校MAP 黒タイツ編（3月19日、ROOKIE）
- 黒タイツぱんちら女子校生（4月19日、YeLLOW）
- 放課後ソープランド（5月21日、アキノリ）
- 『酔い潰れたウブな新卒女社員に手を出したら声を押し殺して感じ始めた』（6月10日、アキノリ）
- 肉弾コスプレ学園 満尻痴漢電車（6月10日、まぐろ物産）
- ベロチュウ 3（6月18日、ゴーゴーズ）
- 手コキでベロちゅ～ 12（6月19日、YeLLOW）…オムニバス作品
- 快楽レズエステ 10（6月24日、アキノリ）
- 十代淫行アルバム No.1（7月8日、アキノリ）
- 近くに人がいる所で声を出さずにSEX！（7月8日、アキノリ）…オムニバス作品
- なかよし3人◆レズラブストーリー（7月8日、LADY×LADY）
- 近親*姉妹レズ vol.3 -禁断のメヌエット-（7月13日、U&K）
- あの着エロアイドルが脱いだ！しかも今回はごっくん！ 藤川ゆうき（7月19日、みるきぃぷりん♪）
- 無類の鼻フェチ 2（7月22日、KEU）…オムニバス作品
- 妹たちに電気アンマでイジメられた（8月5日、フリーダム）
- 恥じらいのあしのうら vol.2（8月5日、フリーダム）…オムニバス作品
- 火曜日は全裸登校日5（8月24日、アキノリ）
- いいなり。飼育日記（9月1日、チーム川崎）
- 全裸で立ったままオナニーして、ひざをガクガクさせながらイク女達（9月15日、ジャネス）…オムニバス作品
- 完全主観 妹たちに短小・包茎・悪臭のチ○ポをバカにされて…（10月5日、フリーダム）
- フェラコレ2010秋SP（10月25日、隼エージェンシー）…オムニバス作品
- 妹たちにお尻の穴を犯されたおにいちゃん（11月15日 フリーダム）
- かわいい妹生中出し4時間（11月19日、GLAY'z）…オムニバス作品
- こだわりの手コキ 4時間SP 38人のハンドメイド17（11月25日、隼エージェンシー）…オムニバス作品

#### よしえ 名義
2009年
- スゴ～く！制服の似合う素敵な娘 よしえ（6月13日、オーロラプロジェクト・アネックス）
- Peaches&Cream Hip よしえ（6月27日、オーロラ）

#### 椎名ゆうき 名義
2014年
- ヒロイン脚フェティシズム 魔法美少女戦士フォンテーヌ（7月11日、GIGA TURBO）
- 強制飲尿レズ顔騎（7月18日、深海）

## イメージ作品
- 素人着エロ娘 さえちゃん19才 ペットトリマー（2008年11月7日、写女）
- エロメロ 藤谷ゆうき（2009年12月16日、テクニカルスタッフ）
- 双丘 第4章/藤間ゆかり&藤谷ゆうき（2010年1月29日、オルスタックピクチャーズ）
- 未成熟な裸体！！ 藤谷ゆうき（2010年2月26日、テクニカルスタッフ）
- PRIVATE PARTS 藤谷ゆうき（2010年4月16日、テクニカルスタッフ）
- むちゃブリJK！！/藤谷ゆうき（2010年4月28日、オルスタックピクチャーズ）
- graduation 藤谷ゆうき（2010年6月16日、テクニカルスタッフ）
- come★back/藤谷ゆうき（2010年7月5日、オルスタックピクチャーズ）
- GuiGui！/藤谷ゆうき（2010年7月26日、テクニカルスタッフ）
- コウソク少女 Unlimited/伊東麻央（2010年7月29日、オルスタックピクチャーズ）
- Maternity/藤谷ゆうき（2011年2月11日、テクニカルスタッフ）
- goddess 藤谷ゆうき（2013年9月18日、TWCC）